# 가나다역
가나다역(일본어: 金田駅)은 일본 후쿠오카현 다가와군 후쿠치정에 위치한 헤이세이 지쿠호 철도의 철도역이다. 차량기지와 헤이세이 지쿠호 철도의 본사가 있어, 이 회사의 중심적인 역으로 하고 있다. 이타 선과 이토다 선과의 분기역이기 때문에, 승무원이 이 역에서 교대한다. 섬식 승강장 2면 4선의 구조를 갖춘 지상역이다.

## 타는 곳
| 1 | ■ 이타 선 (■ 다가와 선 직통 포함) | 하행 | 다가와이타 · 유쿠하시 방면 |                                 |
| 1 | ■ 이토다 선                       | -    | 이토다 · 다가와고토지 방면 | 노가타 방면으로부터 직통 열차만 |
| 2 | ■ 이타 선 (■ 이토다 선 직통 포함) | 상행 | 아카이케 · 노가타 방면     |                                 |
| 3 | -                                 | -    | (임시 승강장)              |                                 |
| 4 | ■ 이토다 선                       | -    | 이토다 · 다가와고토지 방면 | 당 역 시발만                    |

## 이용 현황
- 2015년도 기준 : 672명

## 역 주변
- 후쿠오카 현도 22호 다가와노가타 선
- 후쿠오카 현도 407호 호조카나다 선
- 후쿠치 정청 본청
- 가나다 체육관
- 가나다 사회 복지 센터
- 다가와 신용 금고 · 후쿠오카 시티 은행 · 후쿠오카 은행 가나다 지점

## 인접 역
| 헤이세이 지쿠호 철도 ■ 이타 선   | 헤이세이 지쿠호 철도 ■ 이타 선 | 헤이세이 지쿠호 철도 ■ 이타 선 |
| -------------------------------- | ------------------------------ | ------------------------------ |
| 히토미 노가타 방면               | ■ 이타 선                      | 가미카나다 다가와이타 방면     |
| 헤이세이 지쿠호 철도 ■ 이토다 선 |                                |                                |
| 시·종착역                        | ■ 이토다 선                    | 부젠오쿠마 다가와고토지 방면   |